# Hiérarchie analytique
En logique mathématique et en théorie de la complexité, la hiérarchie analytique est une extension de la hiérarchie arithmétique définie à partir de formules de la logique du second ordre sur les entiers naturels.